# Archives of Biochemistry and Biophysics
Archives of Biochemistry and Biophysics, скорочено Arch. Biochem. Biophys. — рецензований науковий журнал видавництва Elsevier. Перше видання вийшло в 1942 році.

## Тематика
Журнал публікує статті з усіх галузей біохімії та біофізики та охоплює наступні напрямки:
- Структура ферментів і білків. Згортання, оборот і посттрансляційний процесинг.
- Біологічні окислення, вільнорадикальні реакції, оксигенази та реакції P450.
- Передача сигналів, рецептори, мембранний транспорт, внутрішньоклітинна передача сигналів і клітинний та інтегрований метаболізм.[2]

## Реферування та індексування
Імпакт-фактор у 2019 році склав 3,391.  Згідно зі статистичними даними ISI Web of Knowledge, у 2014 році журнал посів 122 місце з 289 журналів у категорії «Біохімія та молекулярна біологія» та 28 місце з 73 журналів у категорії «Біофізика». 

## Редакційна колегія
Головними редакторами є Пол Фіцпатрік (Техаський університет у Сан-Антоніо, штат Техас, Сполучені Штати), Цзянь-Пінг Цзінь (Університет Іллінойсу в Чикаго, Чикаго, штат Іллінойс, США) і Генрі Джей Форман (Університет Південної Каліфорнії, Лос-Анджелес, Каліфорнія, Сполучені Штати).